# Marek Elżanowski (matematyk)
Marek Ziemowit Elżanowski – polski matematyk mieszkający i pracujący w Stanach Zjednoczonych, profesor Portland State University, specjalista w zakresie mechaniki racjonalnej i geometrii różniczkowej.

## Życiorys
Absolwent VI Liceum Ogólnokształcącego im. Tadeusza Reytana w Warszawie (1966). W 1971 ukończył studia wyższe z zakresu matematyki na Wydziale Matematyki i Mechaniki Uniwersytetu Warszawskiego. Przez trzy lata pracował jako nauczyciel matematyki VI Liceum Ogólnokształcącym im. Tadeusza Reytana w Warszawie. W 1975 uzyskał stopień naukowy doktora w Instytucie Podstawowych Problemów Techniki PAN na podstawie rozprawy Własności geometryczne przestrzeni stanów w termodynamice neoklasycznej, pracownik naukowy tego instytutu w latach 1974–1980. 
Od 1980 za granicą, początkowo wykładowca na Uniwersytecie w Nairobi w Kenii (1980–1981) i na Uniwersytecie w Calgary w Kanadzie (1981–1988). W latach 1988–2018 pracownik naukowy Portland State University w USA, od 1995 profesor nauk matematycznych Wydziału Matematyki i Statystyki tej uczelni (ang. Department of Mathematics and Statistics). W latach 2003–2010 pełnił funkcję kierownika (ang. Chair) Wydziału Matematyki i Statystyki, od 2018 profesor emeritus w dalszym ciągu aktywny naukowo. Członek korespondent Accademia Peloritana dei Pericolanti w Mesynie we Włoszech. Posiada obywatelstwa polskie, kanadyjskie i amerykańskie.

## Publikacje książkowe
- Mathematical theory of uniform elastic structures, Kielce 1995[7]
- Material inhomogeneities and their evolution: a geometric approach, Berlin 2007 (wraz z Marcelo Epsteinem(inne języki))[8]